# Selaginella cladorrhizans
Selaginella cladorrhizans är en mosslummerväxtart som beskrevs av Addison Brown. Selaginella cladorrhizans ingår i släktet mosslumrar, och familjen mosslummerväxter. Inga underarter finns listade i Catalogue of Life.